# Wissam Ben Bahri
Wissam Ben Bahri (arabe : وسام بن بحري) est un athlète handisport tunisien, actif principalement en saut en longueur et en saut en hauteur F20.

## Palmarès
Il participe aux Jeux paralympiques d'été de 1996, où il y remporte une médaille d'argent au saut en longueur et concourt dans le 200 m. Il remporte une deuxième médaille d'argent au saut en longueur lors des Jeux paralympiques d'été de 2000, où il remporte également une médaille d'or au saut en hauteur et concourt dans le 100 m.